# Les Aventuriers de l'or noir
Pour plus de détails, voir Fiche technique et Distribution.
Les Aventuriers de l'or noir (The Stars Fell on Henrietta) est un film américain réalisé par James Keach et sorti en 1995.

## Fiche technique
- Titre original : The Stars Fell on Henrietta
- Titre français : Les Aventuriers de l'or noir
- Réalisation : James Keach
- Scénario : Philip Railsback
- Musique : David Benoit
- Direction artistique : Jack G. Taylor
- Décors : Alan Hicks
- Costumes : Van Broughton Ramsey
- Photographie : Bruce Surtees
- Montage : Joel Cox
- Production : Clint Eastwood David Valdes
- Sociétés de production : Butcher's Run Films et Malpaso Productions
- Distribution : Warner Bros.
- Pays de production :  États-Unis
- Langue originale : anglais
- Format : couleur
- Genre : drame
- Durée : 109 minutes
- Date de sortie :
  - États-Unis : 15 septembre 1995
- Affiche : Bill Gold (États-Unis)

## Distribution
- Robert Duvall : M. Cox
- Aidan Quinn : Don Day
- Frances Fisher : Cora Day
- Brian Dennehy : Big Dave McDermot
- Billy Bob Thornton : Roy
- Kaytlyn Knowles : Pauline Day